# サンホアキン・バレー
サンホアキン・バレー（英: San Joaquin Valley、発音: [ˌsæn hwɑːˈkiːn]）は、アメリカ合衆国カリフォルニア州のセントラル・バレー南部のバレー（2つの山にはさまれた平原）である。ストックトンにあるサクラメント・サンホアキン川デルタより南に位置している。地域の大半は田園であるが、フレズノ、ベーカーズフィールド、ストックトン、モデスト、バイセイリア、ポータービル、マーセド、マデラおよびハンフォードなどの都市圏が含まれている。

## 地理

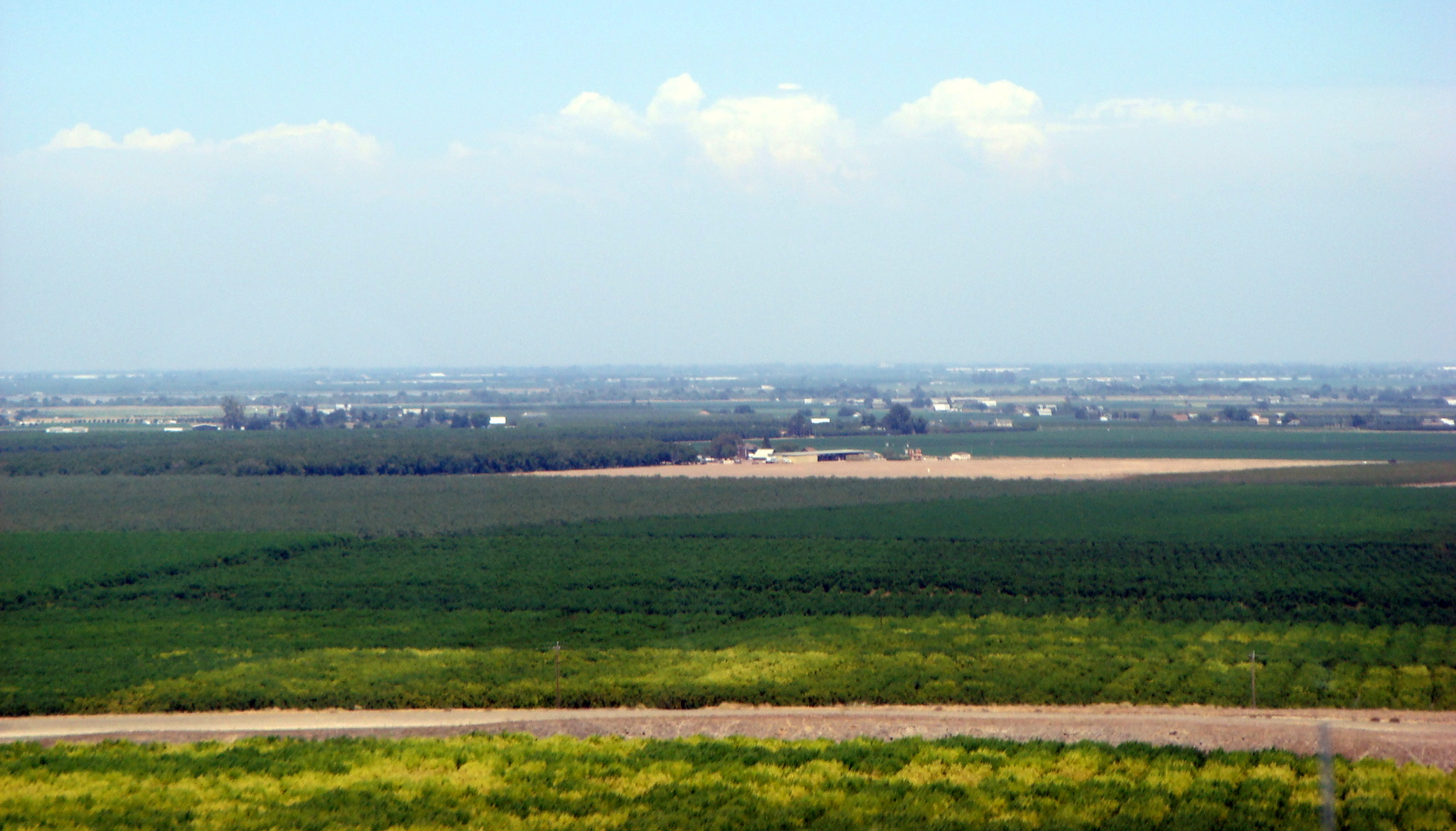
サンホアキン・バレー

サンホアキン・バレーは、北のサクラメント・サンホアキン川デルタから南のテハチャピ山地まで、また西は幾つかのカリフォルニア海岸山脈（北側のディアブロ山脈から南側のテンブラー山脈まで）から東のシエラネバダ山脈まで拡がっている。北のサクラメント・バレーとは異なり、サンホアキン・バレーの名前の元になったサンホアキン川水系はこのバレーの中でそれほど遠くまで伸びてはいない。フレズノより南の川の大半はトゥーレアリ湖に注いでおり、この湖は水資源利用の多様化により継続的には存在しない。主要河川はサンホアキン川であり、バレーの北半分を通り、サクラメント・サンホアキン川デルタに注いでいる。キングス川とカーン川はバレー南部の内陸湖盆地にあり、その水の全ては農業用に利用され、下流域ではほとんど水が無くなっている。

### 地理の歴史
サンホアキン・バレーは暁新世前期にあたる約6,500万年前に形成され始めた。その後の6,000万年間、海水面が大きく変動したために、このバレーの中も大洋水で満たされるところがあった。約500万年前、海岸山脈の隆起とバレーへの堆積物のために、大洋への出口が閉ざされ始めた。200万年前からは、氷河の周期的な作用でバレー内大半は淡水湖になっていった。コーコラン湖は約70万年前までバレーを満たしていた最後の大きな湖だった。今日ではブエナビスタ湖のみが残っている。

### 気候
サンホアキン・バレーの夏は暑く乾燥しており、冬は地上霧で特徴付けられ冷涼で雨が多い。雨季は11月から4月までだが、北部の方はやや長い傾向にある。
サンホアキン・バレーのアメリカ国立気象局予報事務所はハンフォードにあり、ドップラー気象レーダーがある。バレーの天気予報と気象情報はそのウェブサイトから取り出すことができる。

## 経済

### 農業
歴史家のケビン・スターはサンホアキン・バレーのことを「地球上で最も生産的な人工の環境」と表現した。ある推計によれば、カリフォルニア州で生産される農業生産物は全米の12.8％に相当する（ドル換算）ものであり、その大半がサンホアキン・バレーで生産されているが、その肥沃さは連邦政府による浅い井戸の灌漑システムに対する制限により失われる恐れがある。ブドウやそれから生まれるレーズンと、程度は落ちるもののワインが恐らくこのバレーでも最も注目される産品であるが、それより大きくはないとしても同じくらい重要な産品は綿、堅果類（特にアーモンドとピスタチオ）、柑橘類、および野菜である。サンホアキン・バレーは「世界の食糧バスケット」と呼ばれてきたが、全国的にその産品の多様さを認められているわけではない。オレンジ、モモ、ニンニク、タンジェリン、トマト、キウイフルーツ、干し草、アルファルファなど多くの産品が収穫され大きな成功を収めている。キングス郡にあるJ・G・ボスウェル社の農場は世界最大の単一綿花農場であり、面積は162平方キロメートル（40,000エーカー）ある。特定の産品に特化した土地もある。ストックトンはアメリカ合衆国内で消費されるアスパラガスの大半を産し、フレズノは元々中東が産地だったレーズンの最大生産地である。
サンホアキン・バレーはその農業生産性の高さにも拘わらず、食料不足の率でも州内最大である。
バレーの経済にとって牛と羊の飼育も重要な要素である。近年酪農業の重要性が高まってきた。チノやコロナのあたりはロサンゼルス市のスプロール現象に吸収されてきたので、多くの酪農家が土地を売り、キングス郡、トゥーレアリ郡およびカーン郡の方に移転した。酪農はメタンなどの汚染物を多量に排出するので、移転先の地域の大気汚染を深刻化させている。さらに農場労働者が肥料穴で溺れたり窒息したりする事件が注目を集めたことで、地域での酪農業の増加率を緩めることが求められ、カーン郡の場合は2004年に新しい酪農場受け入れに対して一時停止期間を宣言するまでになった。
1990年から2004年の間にサンホアキン・バレーで28,092ヘクタール (70,231 エーカー) の農地が都市開発のために失われた。都市のスプロール現象に対応する中で、バレー内8郡は「地域青写真計画」に参加しており、より密度の濃い開発と公共交通機関が発達する可能性がある。

### 石油
カリフォルニア州は国内でも最も重要な石油生産州の1つであり続けており、サンホアキン・バレーは州内の主要石油生産地域としてロサンゼルス盆地を凌いできた。小さな油田に油井が鏤められているのが地域内全てで見られ、幾つかの巨大製油施設がある。その最も顕著なのがロストヒルズとタフトにあるものである。巨大なミッドウェイ・サンセット油田は国内第3位の油田であり、正真正銘ポンプの林となっている。
ロイヤル・ダッチ・シェルがベーカーズフィールドの大きな製油所を運営していたが、2005年にユタ州ソルトレイクシティに本拠を置き、トラックヤードや製油所を経営するフライングJに売却された。2009年にフライングJが破産し、この製油所は閉鎖された。
カーン郡の油田とガス田は、2009年7月にオクシデンタル石油がかなりの量の埋蔵量を発見したと公表したときから注目を集めている。この発見の以前であっても、この地域にはカリフォルニア州内のどこよりも多い石油の埋蔵量があった。サンホアキン・バレー以外のカリフォルニア州の油田では、ロサンゼルス郡のウィルミントン油田のみが1億バーレル (16,000,000 m3) 以上の埋蔵量を持っているが、サンホアキン・バレーでは6つの油田が1億バーレル (16,000,000 m3) 以上の埋蔵量を持っている。その油田はミッドウェイ・サンセット、カーンリバー、サウスベルリッジ、エルクヒルズ、シムリックおよびロストヒルズの各油田である。

### その他の主要産業と雇用主
サンホアキン・バレーは孤立し広大であること、さらに貧困からくる職の需要があるために、地域内に多くの刑務所を建てることになってきた。最も著名な刑務所はコーコランにある刑務所であり、そこの受刑者にはチャールズ・マンソンやフアン・コロナがいる。その他の矯正施設としては、アベナル、チョウチラ、トレーシー、デラノ、コーリンガおよびワスコにある。
地域内の唯一重要な軍事基地はリムーア海軍航空基地であり、ハンフォードの西南西25キロメートルに位置する広大な航空基地である。州内にある他の多くの軍事基地とは異なり、リムーア海軍航空基地の重要性は1990年代と2000年代に高まった。アットウォーター近くにあったキャッスル空軍基地は、1990年代の基地整理閉鎖計画の中で閉鎖された。カーン郡にあるエドワーズ空軍基地とチャイナレイク海軍航空武器基地は郡内のハイデザートに位置している。

### 貧困
アメリカ合衆国国勢調査局が2007年にアメリカ地域社会調査と題する報告書を発行し、サンホアキン・バレー内の8郡のうち6郡が2006年の連邦貧困線以下で生活する住民の比率が高いとされている。また同報告書では、上記6郡が国内で貧困率の高い52郡の中に入っているともしている。

## 文化
サンホアキン・バレーは特に「ベーカーズフィールド・サウンド」を通じてアメリカのカントリーミュージックに大きな影響を与えてきた。バレー内にはバック・オーウェンズ、メリー・ハガード、ビリー・マイズ、レッド・シンプソンおよびサンズ・オブ・ザ・サンホアキンなど多くのカントリー歌手とグループがいる。

### 少数民族と文化集団

#### メキシコ人/チカーノ

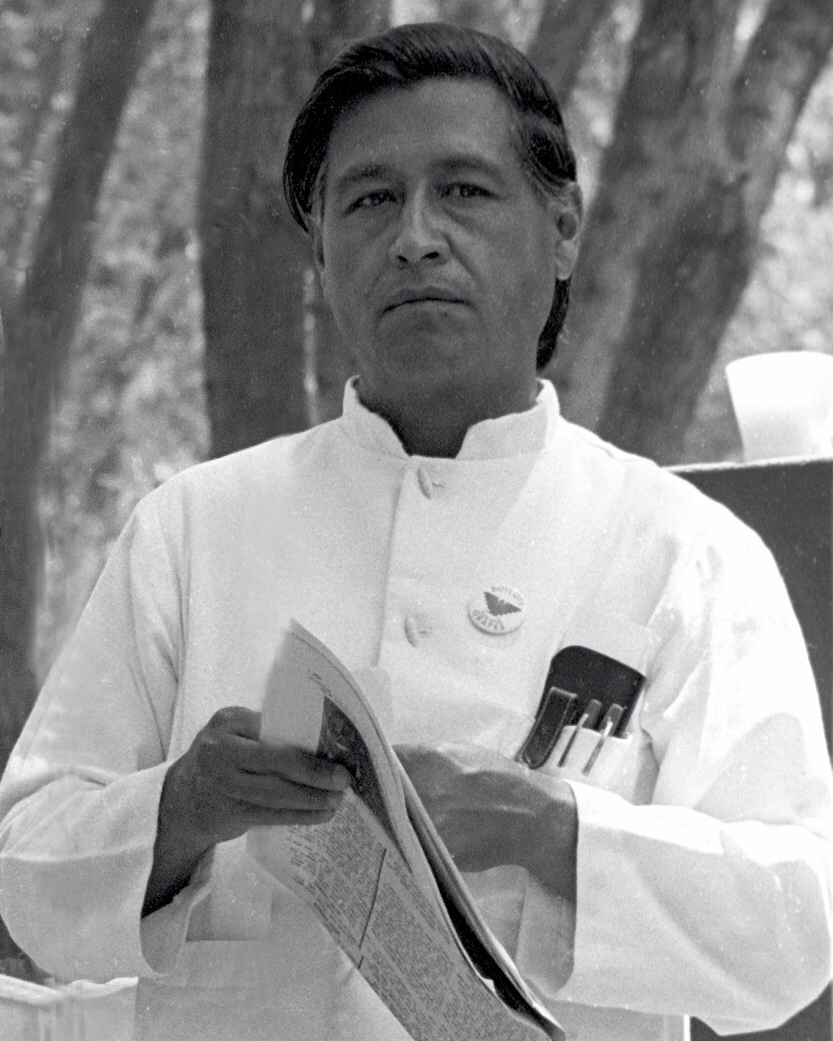
農業労働者連合集会におけるセザール・シャベス、1974年

イーストロサンゼルスの「バリオス」はメキシコ人を祖先に持つ者の多いことで有名であり、移民一世と地位を確立したチカーノがサンホアキン・バレーで重要な人口構成要素になっている。第二次世界大戦中に「ブラセロ」（季節労働者）を始めて以来、事実上地域内農業労働者の全てがメキシコ人を祖先に持つ者となった。メキシコ系アメリカ人と地域内を支配する白人エリートの間の民族と経済の摩擦は、セザール・シャベスが指導する農業労働者連合が多くのストライキを実行し、ブドウ製品のボイコットを呼びかけた1960年代と1970年代に最も顕著になった。農業労働者連合は合衆国中に多くの同調者を生み、アメリカ合衆国農務省による幾つかの農業機械化計画すら終わらせることに成功した。しかし、1970年代以降は、大土地所有者や大企業が不法移民も雇用するようになった。不法移民は文書化されない給与には所得税が課せられないために低賃金で長時間働くことができた。

#### ヨーロッパ系とアジア系の集団
サンホアキン・バレーには、その市民の出自においてヨーロッパ系、中東系、およびアジア系の民族が異常なほど多く、カリフォルニア州の標準的な姿になっている。これらの民族社会は極めて大きなことが多く、アメリカ人の移民パターンに比べて大変折衷的である。例えば、アゾレス諸島よりもサンホアキン・バレーの方がアゾレス系ポルトガル人の数が多い。多くの集団は特定の都市では過半数までになるが、他ではあまり見られないこともある。例えばアッシリア系の人々はターロック市で、オランダ系の人々はリポン市で、シク教徒はストックトン市とリビングストン市で、ユーゴスラビア系の人々はデラノ市で集中している。キングスバーグはスウェーデンからの移民が設立したので、あきらかにその雰囲気があることで著名である。広い地域に見出される民族集団は、ポルトガル人、アルメニア人、バスク人、および「オーキーズ」である。「オーキーズ」とはアメリカ合衆国中西部と南部からカリフォルニア州に移民してきた人々である。1970年代以降、東インドの特にパンジャーブ地方や、南インドのグジラティ地方からの人々がこの地域に入ってきた。最近で最も多いのはパキスタン出身者がモデスト市やロウダイ市に移民してきたことである。さらに1970年代後半と1980年代には、ベトナム戦争の後でインドシナ半島出身者が多く流入した。これはその大多数がミャオ族、ラーオ族、カンボジア人およびベトナム人であり、ストックトン市、モデスト市、マーセド市、およびフレズノ市に入った。フィリピン系アメリカ人はデラノ市とラスロップ市に集中している。
フィリピン系アメリカ人はストックトン市で強力な歴史がある。ストックトン市におけるフィリピン系アメリカ人組織はフィリピン系と識別される様々な商業ビルに反映されている。フィリピン人は第二次世界大戦で日本に対抗してアメリカについて戦った。これが都合の良い移民の状態に繋がった。ストックトン市は第二次世界大戦中に軍需物資の生産と輸送が行われた地域だったサンフランシスコ・ベイエリアに付属してきた。その後にフィリピン人のストックトン市への移民が続いた。
これらの文化は確立された民族社会と一時にアメリカにやって来た民族集団の結果であることが多い、これはサンホアキン・バレーで宗教的な生活共同体ができたことにも因っている。例えば、シク教の最初の恒久的なグルドワラ（寺院）は1915年にストックトン市に設立された。これらの文化は大変多様であり、特異な性格がある。

#### アフリカ系アメリカ人
カーネル・アレンズワース州立歴史公園はアフリカ系アメリカ人によってカリフォルニア州に設立され、財務の手当がされ、統治された唯一の町の場所を記すものである。この小さな農業町は1908年にアレン・アレンズワース中佐、ウィリアム・ペイン教授、ウィリアム・ペック牧師、鉱山師のジョン・W・パーマーおよび不動産業者のハリー・A・ミッチェルによって設立され、アフリカ系アメリカ人の経済と社会のステータスを改善するために貢献した。この地域の地下水面が低下するなど制御できない事情により、この町は崩壊した。「アレンズワース歴史地区」はアメリカ合衆国国家歴史登録財に登録されている。この公園はトゥーレアリ郡の未編入領域であるアレンズワースにある。

#### オーキーズとアーキーズ
世界恐慌の時代にアメリカ合衆国中西部と南部からサンホアキン・バレーに移民してきた人々は、セントラル・バレーの中でもより広く知られた集団である。これは、ジョン・スタインベックの小説『怒りの葡萄』やヘンリー・フォンダによるその映画化によって知られたことが寄与している。1910年までにグレートプレーンズ南部の農業は土壌の浸食と降水量の不足のために維持できない状態に近くなった。カンザス州、テキサス州、オクラホマ州およびアーカンソー州などの農民の多くがその土地を売って、シカゴ、カンザスシティ、デトロイトなどの大都市や、急成長していたロサンゼルス市に移動した。土地に残っていた者達は打ち続く荒廃状態を経験し、その極限は1920年代後半に始まった干魃とそれが生んだ悪名高いダストボウルの時となった。ミシシッピ州やアラバマ州の小規模綿花農夫はワタミゾウムシの最初の蔓延によって似たような苦しみを味わっていた。世界恐慌が発生し全国的な金融危機を生んだとき、大きな負債を抱えていた家族農家が、収支を立て直そうと躍起になっていた銀行によって抵当権を流されてしまった。このために多くの農夫は自動車に家族と持てるだけの荷物を積んで西に向かった。
農夫達はアメリカ国道66号線をバーストウやロサンゼルスに向かい、テハチャピ峠かテホン峠を越えて、サンホアキン・バレーの市場向け野菜農場で果実や野菜を収穫する者として新しい生活を始めた。それまでの比較的自立した農場経営者の状態から実質的に小作農のような状態に変わり、彼等の多くはむさ苦しい農園キャンプで生活し、経済的に苦しく不幸に感じていた。家庭内の争い、犯罪および自殺が普段にあり、時には暴動が起こった。ニューディール政策が遅まきながらこれらの問題を幾らか緩和した。『怒りの葡萄』が大衆の関心をオーキーズの苦境に惹き付けた時までに、その多くは既にバレーを離れていた。残った者はカリフォルニアの文化と社会に同化し、彼等とその子孫は著名な事業家、教育者、政治家および専門職の人々となっていった。
オーキーズとアーキーズ（アーカンソー州出身者）の多くは第二次世界大戦中にサンホアキン・バレーを離れ、ロサンゼルス市、サンフランシスコ市およびサンディエゴ市に行って軍需産業で働いた。シグナルヒルのような南カリフォルニアの主要油田が枯渇し始めた後で、サンホアキン・バレー南部が重要な石油生産地になったので、残った者の多くはベーカーズフィールドやオイルデールで落ち着いた。その影響力は今も強い。ベーカーズフィールドは西テキサスのオデッサあるいはラボックのような町に似ており、カリフォルニアの他の町よりもそれらに近い。カントリーミュージックの伝説的存在であるバック・オーウェンズやマール・ハガードはベーカーズフィールドのホンキートンクから出てきており、この都市に関係が深いハードなイメージのサウンドを創り上げた。

### 最近の変化
1990年代後半に始まったカリフォルニアの不動産ブームは、サンホアキン・バレーを著しく変化させた。かつてはロサンゼルスやサンフランシスコとははっきり異なり、激しく独立した形を採っていたこの地域で、生活費の高騰で若い家族や小企業を海岸の都心から追い遣るにつれて、準郊外開発が進んでいくようになった。ストックトン、モデスト、トレーシーおよびロスバノスの各市は次第にサンフランシスコやシリコンバレーに通勤する人が多くなり、南部の小さな農業町もベイエリアの衛星町の様相を呈してきた。都市学者のジョエル・コトキンが「アメリカのアブダビ」と表現したベーカーズフィールドはかつてブームに弾ける石油の町だったが、ロサンゼルスに住んでいた企業経営者や通勤者が大量に流入し、百万ドルクラスの家を含むゲーテッドコミュニティがその郊外にできるまでになった。バレーの最南部にはウォルマート、イケア、ターゲットなど様々な大型流通会社が、カリフォルニア州道58号線の便利さや地域の低賃金に惹き付けられて、巨大な物流センターを建設した。さらに州内の他地域との統合によって見通しのよい未来へ続く見込もある。

## 教育機関
- カリフォルニア大学マーセド校、マーセド
- カリフォルニア州立大学ベーカーズフィールド校、ベーカーズフィールド
- カリフォルニア州立大学フレズノ校、フレズノ
- カリフォルニア州立大学スタニスラウス校、ターロック
- フレズノ太平洋大学、フレズノ
- ハンフリーズ・カレッジ、ストックトン
- パシフィック大学、ストックトン
- ベーカーズフィールド・カレッジ、ベーカーズフィールド
- セロ・コソ・コミュニティ・カレッジ、カーン郡と周辺地域
- セコイア・カレッジ、バイセイリア
- フレズノ・シティ・カレッジ、フレズノ
- マーセド・カレッジ、マーセド
- モデスト・ジュニア・カレッジ、 モデスト
- ポータービル・カレッジ、 ポータービル
- リードリー・カレッジ、 リードリー
- サンホアキン法科カレッジ、クローヴィス
- サンホアキン・デルタ・カレッジ、ストックトン
- タフト・カレッジ、 タフト
- ウェストヒルズ・カレッジ、コアリンガ
- ウェストヒルズ・カレッジ、リムーア
- カリフォルニア大学デイビス校、 デイビス

## 交通

### 道路
州間高速道路5号線とカリフォルニア州道99号線がサンホアキン・バレーのほぼ全長にわたって走っている。州間高速道路5号線はバレーの西側を通り、人口の多い場所を迂回している。このためにフレズノ市は市内を州間高速道路が通っていない都市として最大になっている。カリフォルニア州道99号線は大都市を通っている。2つの道路はバレーの南端で合流し、ロサンゼルス市に向かう。州間高速道路システムが1950年代に創設されたとき、当時のアメリカ国道99号線を高規格化するのではなく、全く新しい高速道路バイパスを建設するものとして5号線が計画された。その時以来、州と連邦政府の代議員がアメリカ国道99号線を州間高速道路に転換しようと圧力を掛けたが、これが実現したのは州間高速道路5号線とサクラメントにあるアメリカ国道50号線とのジャンクションの間のアメリカ国道99号線の部分全てが高速道路規格に高規格化されてからだった。
カリフォルニア州道58号線はベーカーズフィールドを通り終端のバーストウまでの大半が高速道路だが、このバレーやベイエリアのトラック運転手には極めて重要で交通量が多い道路である。運転手はドナー峠を通らず、あるいはロサンゼルス市の渋滞を避けて、シエラネバダ山脈を越え、カリフォルニア州から出ていける道を好んでいる。58号線は州間高速道路15号線あるいは同40号線に繋がっている。モハーヴェとバーストウの間の全線が高速道路に格上げされてきたので、58号線を州間高速道路40号線の西側延伸部に指定する提案も行われてきた。これが実現すれば州間高速道路が現在州間高速道路の無いことでは2番目の都市であるベーカーズフィールドまで繋がることになる。この高速道路体系に最近カリフォルニア州道168号線と同180号線が追加された。168号線はフレズノを出発し、180号線に入って山岳部のハンティントンレイクとを結んでいる。その間にクローヴィスなど多くの小さな町を通っている。この道路はカリフォルニア高速道路・高規格道路システムの一部であり、州立景勝高規格道路システムにも適格である。州道180号線はサンホアキン・バレーの中央部を抜け、メンドータからフレズノを通りキングスキャニオン国立公園に向かう。キングスキャニオン国立公園グラントグローブ部を抜けて東端に近い短い部分は州によって保守されていない。ミンクラーに近い州道65号線の未完成区間は州立景勝高規格道路に指定されるに相応しいものである。ダンラップの東にある道路は森林局の林道であり、キングスキャニオン景勝間道となっている。
その他バレー内の重要な高規格道路として、カリフォルニア州道46号線と同41号線があり、それぞれカリフォルニア・セントラルコーストとベーカーズフィールドおよびフレズノとを結んでいる。州道33号線はバレーの西側縁に沿って南北に走っており、サンタイネス山脈を越えてベンチュラとサンタバーバラを結んでいる。さらに州道152号線はシリコンバレーとその急速に成長するロスバノスとを繋ぐ重要な通勤線である。

### 鉄道
アムトラックがサンホアキン・バレーを抜ける列車を運行している。サンフランシスコ、ロサンゼルス、サクラメントおよびサンディエゴとを結ぶ高速鉄道計画もある。バレー内の多くの政治家や事業家はこの新線の熱心な支持者であり、南北の規模が大きく富める都市との繋がりが良くなることを望んでいるが、モデストやストックトンのような都市の人々が騒音の問題など環境悪化を懸念して反対を続けている。完成は早くても2030年である。

### 水路
大洋航行可能な貨物船のための大型港はストックトンにあり、サンホアキン川デルタに沿った高水深水路によってサンフランシスコ湾と繋がっている。ロサンゼルス港やロングビーチ港がアメリカ合衆国のコンテナ取扱いの大半を占めるくらい混み合っており、他の港の開発が必要になっている。
サクラメント川とは異なり、サンホアキン川はストックトンより先は航行不能である。これがサンホアキン・バレーの19世紀における発展を鈍化させた重要要因となっていた。

## 公害
サンホアキン・バレーは山脈で遮られ、滅多に強い風も吹かないのでスモッグが吹き飛ばされないために、長い間アメリカ合衆国でも最悪の大気汚染に苦しんできた。この公害は主に軽油やガソリンを使用する自動車および農業機械から発生しており、停滞気味の天候で悪化されている。公害の拡大によって、大気汚染を測るほとんどの尺度でサンホアキン・バレーはロサンゼルスやテキサス州ヒューストンと肩を並べるほどになってきた。ロサンゼルス市の東にあるインランド・エンパイアのみがさらに大気品質が悪い地域であり、アメリカ合衆国環境保護庁が評価した不健康と考えるオゾン量が発生した日数では、サンホアキン・バレーが2004年に国内第1位になった。

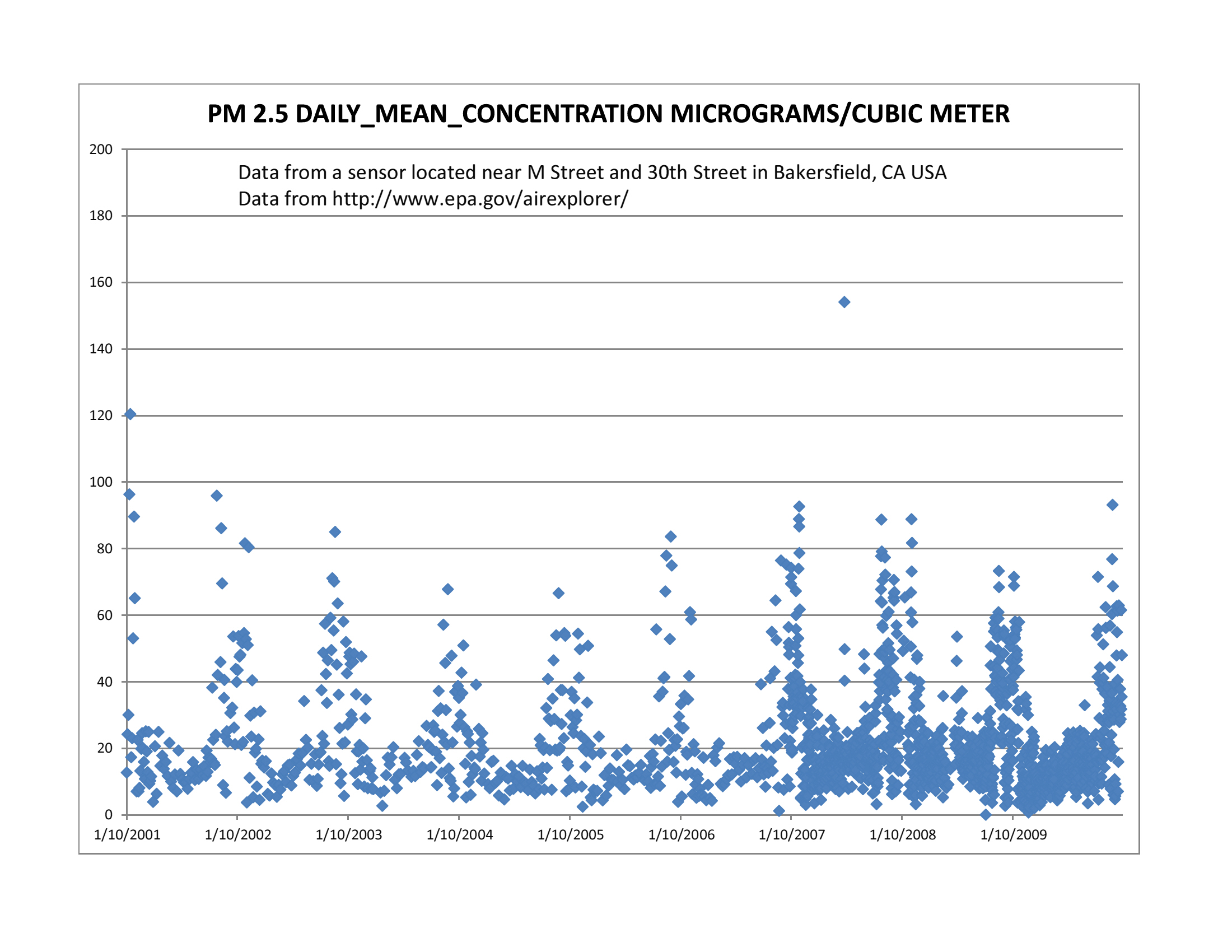
ベーカーズフィールドの大気汚染推移

生産活動や車の運転は一年中起こっていることであるが、大気汚染は冬に悪化する。
地下水の汚染はターロック盆地などサンホアキン・バレー内で問題になりつつある。サンホアキン郡はバレーの中で大気質の良い方の郡であるが、サクラメント地域やスタニスラウス郡は最悪となっている。
連邦政府が深度の浅い地下水の利用を制限したために、水不足は水質汚濁が悪化する結果になっている。大気汚染は適切な水の供給によってもうまく薄められない。適切な灌漑能力が不足することはバレー内での食料生産能力にも重大な問題となる。連邦政府が灌漑を制限しているために、肥沃な地域で塩分を含む土壌が適度の水分によって薄められなくなっている。灌漑水が減ると、特にトゥーレアリ湖床など大半の肥沃な土地で、生産力が減じられることになっている。

## 医療
「サンホアキン・バレー熱病」とは「コクシジオイデス・イミティス」（Coccidioides immitis）が媒介するウィルス性伝染病「コクシジオイデス症」とされているものの古い名前である。

## 都市と郡

### 人口50万人以上の都市
- フレズノ

### 人口10万人以上の都市
- ベーカーズフィールド
- ストックトン
- モデスト
- バイセイリア
- ローダイ

### 人口2万人～10万人の都市
- アットウォーター
- セレス
- クローヴィス
- コアリンガ
- ディヌバ
- デラノ
- ハンフォード
- リムーア
- ロスバノス
- マデラ
- マンテカ
- マーセド
- オークデール
- パターソン
- ポータービル
- リードリー
- サンガー
- シャフター
- セルマ
- トレーシー
- トゥーレアリ
- ターロック
- ワスコ

### 人口2万人以下の都市
- アービン
- コーコラン
- リビングストン
- エクセター
- アーリマート
- グレイサン
- ピクスリー
- ラモント
- リンゼー
- ロストヒルズ
- ファーマーズビル
- オレンジコーブ
- パーリア
- タフト
- ウォーターフォード
- ウェストリー
- ウッドレイク
- キングスバーグ
- カーマン
- スリーリバーズ

### 郡
- フレズノ郡
- サンホアキン郡
- カーン郡
- スタニスラウス郡
- トゥーレアリ郡
- マーセド郡
- キングス郡
- マデラ郡